# Burgstall Blindham
Der Burgstall Blindham ist ein Bodendenkmal nahe Blindham in der Gemeinde Aying im Landkreis München in Bayern. Es handelt sich entweder um Reste eines Wachturms der römischen Kaiserzeit oder einen Turmhügel (Motte) des Mittelalters.

## Beschreibung
Das Bodendenkmal liegt auf einem Hügel im Wald östlich von Blindham am Rand des Blindmooses. Ursprünglich als mittelalterlicher Turmhügel klassifiziert, wird heute auch in Betracht gezogen, dass es Reste eines Wachturms der römischen Kaiserzeit sein könnten. Dies scheint insbesondere nach der Identifizierung eines geplanten römischen Binnenkastells bei Aying (Kastell Aying) im Jahr 2016 als wahrscheinlich. Westlich unterhalb der Anlage befindet sich in gegenseitiger Sichtweite die ehemalige Römerstraße (heute ein Forstweg), zu deren Sicherung sich ein Römerturm auf der Kuppe befunden haben könnte, eventuell mit einer Weiternutzung im Mittelalter durch eine Turmhügelanlage. Heute ist die Stelle jedenfalls als Bodendenkmal D-1-8036-0143 „Wachturm der römischen Kaiserzeit“ vom Bayerischen Landesamt für Denkmalpflege erfasst.